# Степовое (Долинская городская община)
Степовое (укр. Степове, до 2016 г. — Большевик) — село в Долинской городской общине Кропивницкого района Кировоградской области Украины.
До 2020 года входило в состав Долинского района
Население по переписи 2001 года составляло 161 человек. Почтовый индекс — 28544. Телефонный код — 5234. Занимает площадь 0,389 км². Код КОАТУУ — 3521910101.